# Мел Буш
Мелани „Мел” Буш (енгл. Melanie "Mel" Bush) измишљени је лик у британској научнофантастичној телевизијској серији Доктор Ху. Мел је програмерка из 20. века која је сапутница Шестог и Седмог Доктора, била је један од главних ликова у серији од 1986. до 1987. године и вратила се 2022. године. Мел се појављује у девет прича (24 епизоде), као претпоследња сапутница класичне серије.

## Развој
По повратку у серију, Ленгфордова је помислила да је Мел служила само као „одвраћање пажње“ у њеним причама из 1980-их и упркос томе што је замишљена као рачунарска програмерка, „није пришла нигде поред рачунара“ нити је додирнула било коју од ТАРДИС-ових дугмади. Ленгфордова је одобрила поновно увођење лика као запосленог у UNIT-у, што јој је омогућило да искористи своје техничке вештине уз „жељу да чини добро у свету“ подстрекнуту њеним путовањима са Доктором.

## Биографија лика
Мел се први пут појављује у серијалу Терор Вервоида, делу приче од 14 делова из 23. сезоне. У овом тренутку, она и Шести Доктор (Колин Бејкер) већ неко време путују заједно. Догађаји Вервоида приказани су као део матричне пројекције будућих догађаја коју Доктор показује суду, тако да, са његове тачке гледишта, он види пустоловину коју ће имати са Мел чак и пре него што ју је упознао у својом временском току. Она је потом и сама позвана у судницу. На крају суђења, Доктор одлази са овом будућом Мел, намеравајући да је врати у тачно време. (Овај сценарио осликавају сценаристи „Суђења господару времена“ Пип и Џејн Бејкер у својој романескности последњег сегмента те сезоне „Врхунски злотвор“.)
Мел је тренутно једина сапутница који никада није забележила своју прву пустоловину са Доктором на екрану. Продуцент серије Џон Нејтан-Тарнер је назначио своју намеру да забележи ову пустоловину у 24. сезони која би уследила након Суђења господару времена. Међутим, каснији одлазак главног глумца Колина Бејкера пре продукције нове сезоне учинио је ово немогућим.
Мел је рачунарска програмерка из 20. века који потиче из села Мирни потиџ у Западном Сасексу у Енглеској. Она има еидетичко памћење и веселу, готово живахну личност. Она дочекује већину стања са топлим осмехом и добрим хумором и оптимиста је чији се погледи протежу на веровање у најбоље од природе људи. Она је надахнута здрављем и вегетаријанка је која често подстиче помало крупног Шестог Доктора да више вежба и пије сок од шаргарепе. Она је присутна (иако у то време несвесна) када се Доктор регенерисао у своју седму инкарнацију (Силвестер Мекој) и наставља да путује са њим. У серијалу Змајска ватра, она се поново уједињује са галактичким преварантом самопоуздања Сабаломом Глицом кога је упознала у 23. сезони и одлучује да отпутује с њим на броду Носферату II. Седми Доктор је остао са новом сапутницом Ејс (Софи Алдред).
Мел се враћа у специјалу из 2022. године „Моћ Доктора“ заједно са неколико других бивших пратилаца који се окупљају као група за подршку да причају о својим искуствима са Доктором. Мел се затим појављује у специјалу из 2023. године „Кикот“ где се открива да ју је регрутовао UNIT пошто се вратила на Земљу након Глицове смрти. Она помаже Четрнаестом (Дејвид Тенант) и Петнаестом Доктору (Шути Гатва) да победе Творца играчака (Нил Патрик Харис) који је преузео контролу над умовима људског рода.
Мел се поново појављује у дводелном завршници 14. серијала „Легенда о Руби Сандеј (1. део)“ и „Царство смрти (2. део)“ где се убацила у технологију "Тријад" у име UNIT-а да истражи Сузан Тријад (Сузан Твист) поново је уједињујући са Доктором. Пошто се открило да је Трија д у ствари направа за Сутека (Габријел Волф), старог Докторовог непријатеља, Мел помаже Доктору да побегне назад у штаб UNIT-а где се она, Доктор и Руби Сандеј (Мили Гибсон) склањају у „ТАРДИС сећања“ који је израдила Руби користећи UNIT-ов временски прозор док Сутек уништава остатак универзума. Сутек, за кога је откривено да је радознао у вези са идентитетом Рубине загонетне рођене мајке, убија и опседа Мел док тројац стиже у 2046. да открије Рубину мајку. Анимирајући Мелино тело, Сутек враћа Доктора и Руби у 2024. Пошто је Доктор победи Сутека и обновио универзум, Мел се враћа у нормалу и види се у друштву Доктора, Руби и UNIT-а док откривају Рубину мајку.

## Појављивања у другим медијима
Новелизација Врхунског злотвора укључује сцену у којој Шести Доктор враћа Мел у њену будућност на месту одакле је одведена, а роман Нестали невиних пустоловина Време твог живота у којем се наводи да је то било током пустоловине на планети Окивегурамоса. Роман Ранијих Докторових пустоловина Необичан посао Герија Расела покрива први сусрет између Мела и Шестог Доктора и утврђује да она долази из 1989. Роман Спирална огреботина, такође Раселов, открива да је Мелино средње име Џејн и да је рођена 22. јула 1964. (Ленгфордин рођендан). Аудио снимак "Big Finish"-а из 2013. Погрешни Доктори који почиње са Доктором одмах након његовог суђења који води Мел у Мирни потиџ, такође приказује Мелину прву пустоловину (из њене перспективе) са Доктором. Међутим, ова пустоловинаа се одвија у џепном универзуму које је створило тајанствено створење познато само као 'временска утвара' који је покушао да изазове временски парадокс тако што је намамио две различите варијанте Шестог Доктора у своје царство, а затим покушао да убије млађег Доктора. 'Старији' Шести Доктор је из тачке недуго пошто се разишао са Евелин Смајт док је млађи управо напустио суђење док је покушавао да одведе старију Мел негде где је његов будући ја може покупити. Млада Мел ове џепне величине коју је старија Мел препознала као да је из раздобља шест месеци пре него што је званично упознала Доктора убијена је током кризе, али се ови догађаји накнадно бришу, а два Шеста Доктора одлучују да пусте судбину да одлучи када ће се срести са Мел, а старији саветује млађем да отпутује до тачке где ће срести Евелин док он настави своја путовања.
Између Мелиног одласка из серије 1987. и њеног поновног увођења 2022. године, вишеструки огранак романи и кратке приче пружили су алтернативна приповедања о њеној будућности. У роману Нових невиних пустоловина Мозгалице аутора Стива Лајонса, открива се да је Глиц уморан од Мел и оставио ју је у оронулом свету слободног времена Авалона. Мел је остала овде неколико месеци док је коначно нису спасили Џејсон и измишљени др. Ху. Открива се да је њена одлука да напусти Доктора заправо била последица психичког убеђивања са стране Доктора тако да он може да постане мрачнији и обмањујућији првак времена. Мел се сукобљава са Седмим Доктором због овога и на крају романа он је враћа на Земљу у Мирни Потиџ из 20. века (кратка прича Герија Расела Посао као и обично објављена у антологији Још краткх прича).
У Тековини Дејла Смита, открива се да, у неком тренутку, Мел поново путује кроз време и простор, завршавајући на планети Тековина где умире у 61. веку. Међутим, ова прича се одвија у току приче у којој непријатељи Доктора покушавају да елиминишу његове пратиоце са временског тока, тако да Мелина судбина на Тековини може бити део алтернативне судбине која нестаје када ти непријатељи буду поражени.
Незванични роман Временски првак пружа више појединости о томе како је Доктор постао Временски првак и Мелиној умешаности. Међутим, ова књига је објављена незванично (пошто је одбијена), а њено канонски стање је стога још нејасније него за званични огранак материјал. Ова књига такође нуди другачије објашњење за регенерацију Шестог Доктора од оба догађаја у Времену и Рани и званичног романа Спирална огреботина.
Бони Ленгфорд је играла Мел у добротворном специјалу из 1993. године Величине у времену и изразила је лик у низу аудио драма продукције "Big Finish" поред Колина Бејкера и Силвестера Мекоја као Шестог и Седмог доктора. Ленгфордова је такође тумачила алтернативну, циничнију варијанту Мел у драми Доктора Хуа: Невезано Његове огреботине.
У аудио снимку Седмог Доктора Живот злочина, Мел се поново уједињује са Седмим Доктором и Ејс када су били ухваћени у сложени план неких од бивших сарадника Сабалома Глица да опљачкају високотехнолошки трезор где ова банда покушава да превари Мел да им помогне тако што ће се један од њихових чланова представити као нова Докторова инкарнација. Открива се да је садржај трезора временски облик живота који је очигледно прогутао неке од могућих Мелиних будућности током њеног времена са Глицом. Када се криза завршила, Доктор схвата да ТАРДИС прати Мел током последњих неколико материјализација јер је стигао на планете које је Мел управо посетила и позива је да се придружи њиховим путовањима.